# Serpent noir à ventre rouge
Pseudechis porphyriacus
Espèce
Synonymes
- Coluber porphyriacus Shaw, 1794
- Trimeresurus leptocephalus Lacépède, 1804
- Acanthophis tortor Lesson, 1830
- Pseudechis porphyriacus eipperi Hoser, 2003
- Pseudechis porphyriacus rentoni Hoser, 2003

Statut de conservation UICN

 LC  : Préoccupation mineure
Le serpent noir à ventre rouge, aussi appelé serpent noir à collier rouge ou serpent à collier rouge, est une espèce de serpents de la famille des Elapidae originaire d'Australie. Décrit par George Shaw en 1794, il s'agit de l'un des serpents les plus couramment rencontrés dans l'est de l'Australie. D'une longueur moyenne d'environ 1,25 mètre, son dos est d'un noir brillant tandis que ses flancs sont d'un rouge vif ou orange. Son ventre, quant à lui, est rose ou rouge terne. Ce n’est pas une espèce agressive. Il évite généralement les rencontres avec l'humain, mais peut attaquer si provoqué. Bien que son venin soit capable de causer un grave malaise, aucun décès par sa morsure n'est enregistré à ce jour. Il est moins venimeux que d'autres serpents de la même famille. Son venin contient des neurotoxines, des myotoxines, des coagulants et a des propriétés hémolytiques.
Commun dans les forêts et les marécages, le serpent noir à ventre rouge s'aventure souvent dans les zones urbaines proches. Il chasse dans les eaux peu profondes, camouflé dans les enchevêtrements de plantes aquatiques et de bûches d'arbre, ses proies favorites : les grenouilles, les poissons, les reptiles ainsi que les petits mammifères. Selon l'Union internationale pour la conservation de la nature (UICN), le serpent est classé « préoccupation mineure », mais on pense que son nombre diminue en raison de la fragmentation de son l'habitat et du déclin des populations de grenouilles.

## Répartition

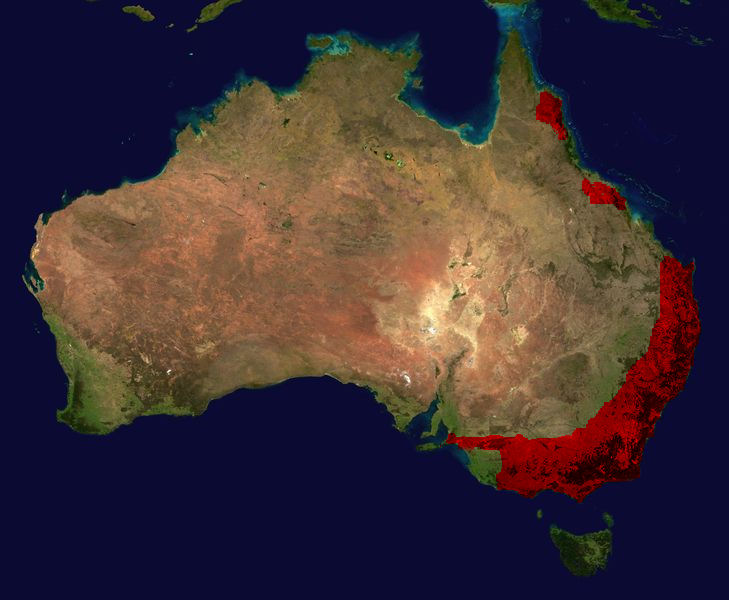
Distribution

Cette espèce est endémique d'Australie. Elle se rencontre en Australie-Méridionale, au Victoria, en Nouvelle-Galles du Sud et au Queensland.
C'est un serpent commun en Australie où on le trouve dans les bois, les forêts et les marécages. On les rencontre souvent près des étangs, des rivières,  des barrages, des billabongs et dans les parcs et bosquets de villes comme Melbourne, Brisbane, Sydney, Canberra et Adélaïde

## Description

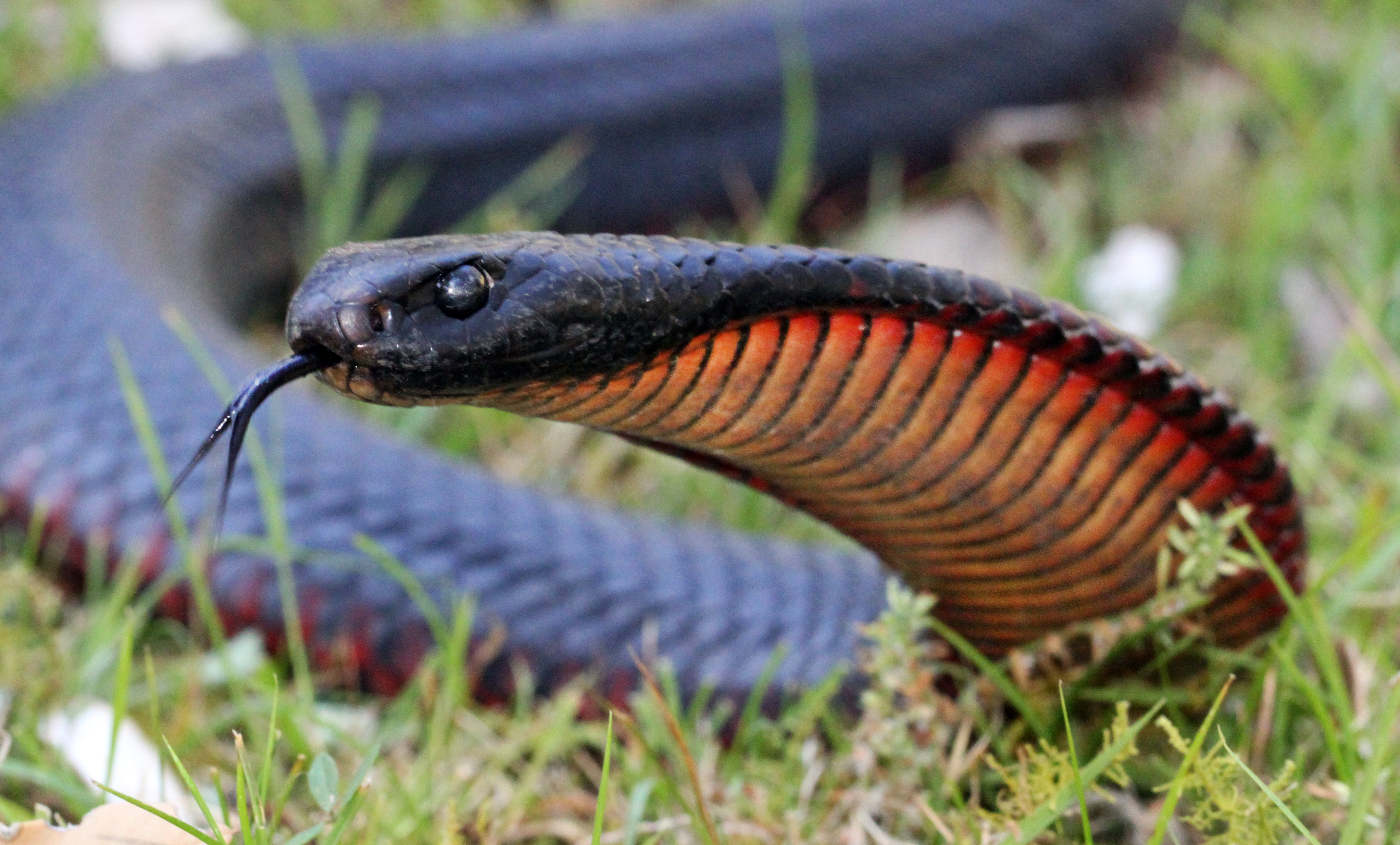
Pseudechis porphyriacus

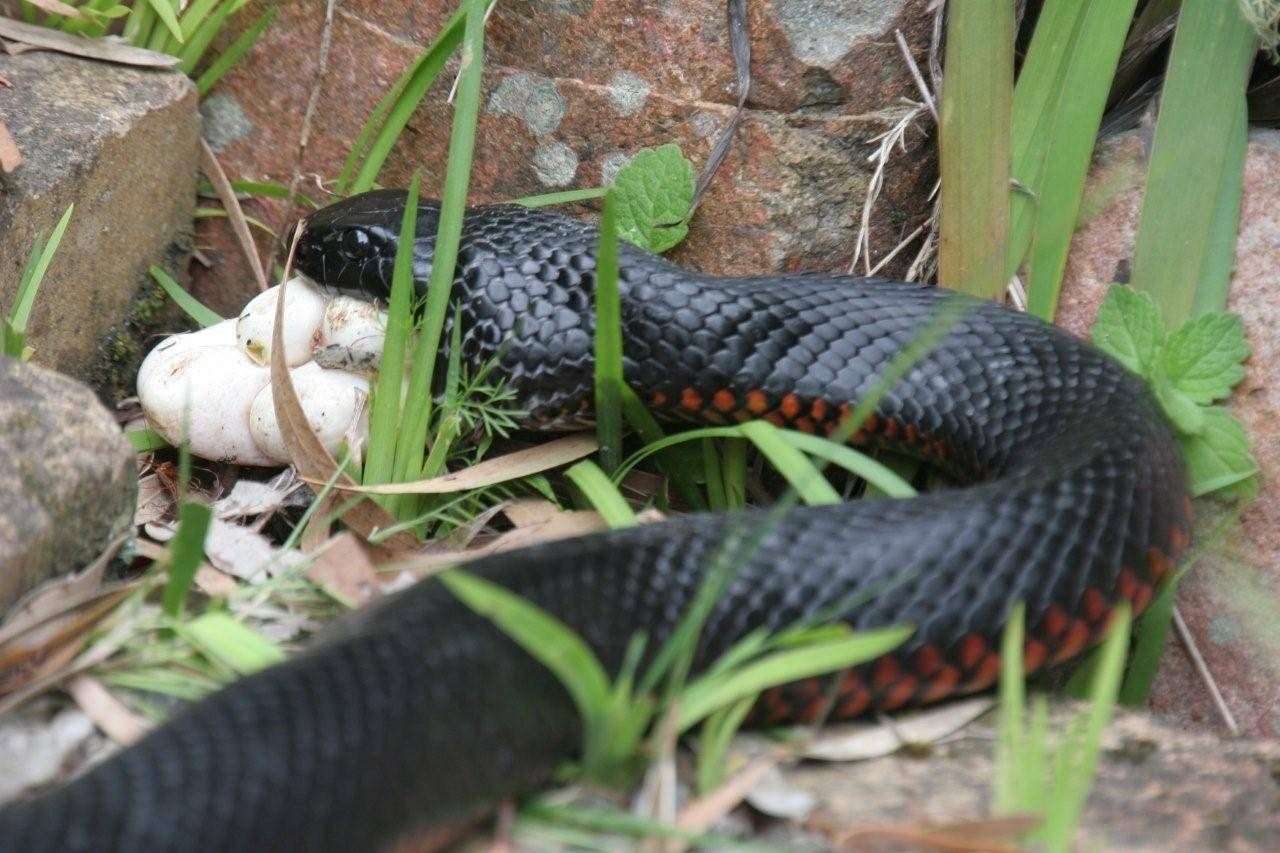
Pseudechis porphyriacus

Il mesure de 1,5 à 2,5 mètres de long et il est d'un noir brillant sur le dos, rouge sur le ventre. Son museau est souvent beige.

## Alimentation
Il se nourrit d'autres reptiles, y compris d'autres serpents venimeux, de petits mammifères ou de grenouilles.

## Reproduction
Il est ovovivipare, les jeunes sortant de leurs sacs très peu de temps après la naissance. Les portées sont de 8 à 40 jeunes qui ont une longueur moyenne d'environ 12 cm.

## Venin
Bien qu'il soit capable d'infliger des morsures graves, ses morsures ne sont généralement pas mortelles et il est considéré comme le moins dangereux des serpents venimeux australiens.

## Publication originale
- Shaw, 1794 : The Zoology of New Holland. London, p. 1-33 (texte intégral).